# Alma (Texas)
Pour les articles homonymes, voir Alma.
Alma est une municipalité américaine du comté d'Ellis au Texas. Au recensement de 2010, Alma comptait 331 habitants.